# Friedrich Pauer (Beamter)
Friedrich Gottlieb Matthias Pauer (geboren 23. September 1766 in Preßburg in Ungarn; gestorben 1831) war ein ungarischer Jurist und Königlich Großbritannischer und Kurfürstlich Braunschweig-Lüneburgischer Kanzlei- und später Königlich Hannoverscher Hofrat.

## Leben

### Werdegang
Friedrich Pauer studierte zunächst „anscheinend Jura und Theologie“ an der Universität Leipzig, bevor er sich am 5. Mai 1770 für das Fach Theologie an der Georg-August-Universität in Göttingen einschrieb unter dem Namen „Fridericus Pauer Posonio Hungarus“. In Göttingen trug er sich am 1. März 1779 als Freund in das Stammbuch des Juristen Levin Adolf Moller ein.
Nach seinen Studien arbeitete er zunächst als Amtsassessor in Stolzenau.
Auf dem Erfahrungs-Hintergrund seiner ungarischen Abstammung verfasste Pauer einen Aufsatz, der später zur Grundlage wurde für die von dem Kulturhistoriker Heinrich Moritz Gottlieb Grellmann 1783 publizierte Schrift Die Zigeuner. Ein historischer Versuch über die Lebensart und Verfassung, Sitten und Schicksahle dieses Volkes in Europa, nebst ihrem Ursprunge.
Ab 1782 arbeitete Pauer in Hannover anfangs als Advokat sowie als Auditor beim hannoverschen Hofgericht. Ab 1784 wirkte er als Sekretär und ab 1790 als Kriegssekretär der Königlich Großbritannischen und Kurfürstlich Hannoverschen Kriegskanzlei, später auch als Kanzleirat.
Nach der Erhebung des vormaligen Kurfürstentums Braunschweig-Lüneburg zum Königreich Hannover wirkte Pauer zuletzt als Königlicher Hofrat. Er starb im Alter von etwa 65 Lebensjahren.

### Familie
Friedrich Pauer war Sohn des in Preßburg mit dem Titel Dr. jur. tätigen Carl Gottfried Pauer, der auch als mathematischer Schriftsteller in Erscheinung trat.
Er heiratete am 19. Mai 1792 in der hannoverschen Schlosskirche die Sophie Schlemm, Tochter des Königlichen und Kurfürstlichen Kammermeisters des Hauses Hannover Heinrich Just Ludwig Schlemm und der Dorothea Elisabeth Höcker.